# Taniec Duchów

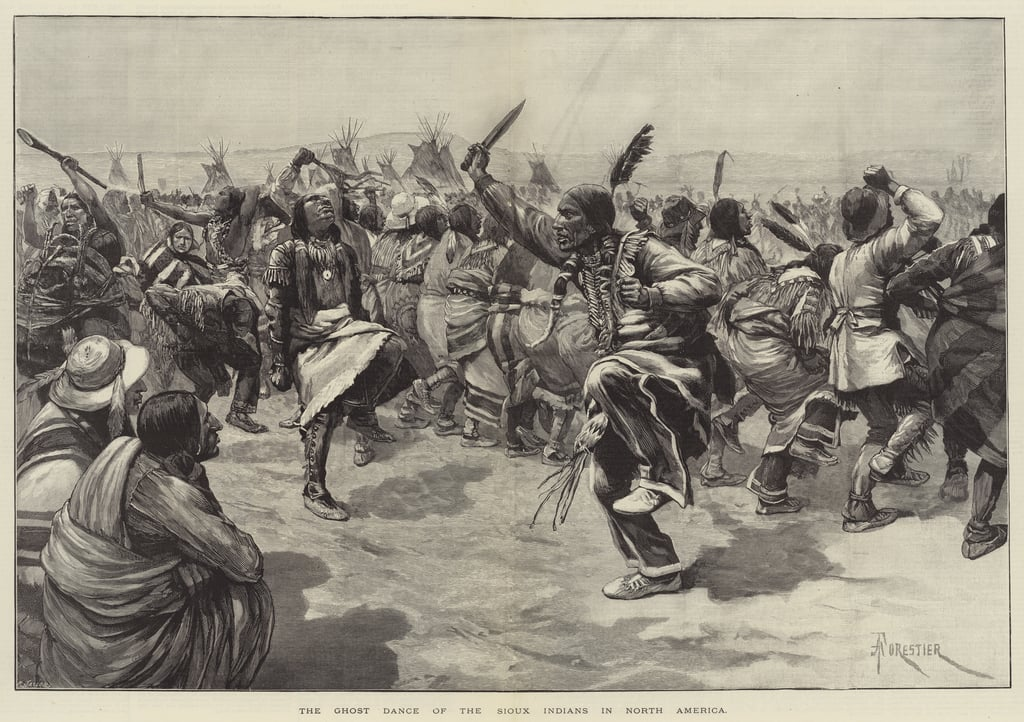
Rycina z 1891 przedstawiająca Taniec Duchów w Wounded Knee

Taniec Duchów – termin odnoszący się do doktryny synkretycznego ruchu religijnego, który rozwinął się u Indian Ameryki Północnej na terenie Kalifornii w latach 80. XIX w. (a później został przyjęty przez plemiona z terenu Wielkiej Kotliny i na Wielkich Równinach), jak i samej praktyki rytualnej, którą stanowił sam taniec. Sam element tańca rytualnego prawdopodobnie wywodził się z wcześniejszego rytualnego Tańca Duchów, praktykowanego przez plemię Pajutów w Nevadzie około 1870. Ruch łączył pierwiastki tradycyjnych indiańskich wierzeń plemiennych z elementami chrześcijańskimi. Schyłek Tańca Duchów nastąpił po 1891, ale w tradycji niektórych plemion pozostał trwałym elementem.
Taniec Duchów był nowym zjawiskiem kulturowym, powstałym na skutek upadku politycznego i erozji tradycyjnych wzorów życia oraz poczucia bezradności. Ruch łączył pierwiastki tradycyjnych indiańskich wierzeń plemiennych z elementami chrześcijańskimi. Inicjatorem ruchu był Wovoka, znany też jako Jack Wilson – Indianin z plemienia Pajutów, który w 1885 miał wizję, w której miał ujrzeć Boga oraz zdrowych i szczęśliwych, cieszących się tradycyjnym życiem Indian. Wovoka miał otrzymać polecenie, by nauczać Indian wzajemnej miłości, a także dążenia do kształtowania pokojowych stosunków z białymi. W wizji Bóg miał nakazać Indianom, by poniechali kradzieży, kłamstw, wojen, a także zalecić, by byli pracowici i by spełniali rytuał świętego tańca. To wszystko miało pozwolić na połączenie się ze zmarłymi przodkami w odrodzonym świecie, wolnym od starości, chorób i śmierci. Taniec Duchów praktykowany był przez wiele plemion.
Do najważniejszych elementów ruchu należało millenarystyczne proroctwo o zbliżającym się końcu świata, który miał nadejść poprzez katastrofę kosmiczną, która miała zniszczyć świat białych ludzi i wyrządzone przez nich zło, zaś sam taniec rytualny miał przyspieszyć nadejście katastrofy. 
Taniec Duchów był poprzedzany rytualnym oczyszczaniem. Był wykonywany wokół usytuowanego centralnie drzewa lub słupa (czasem zwieńczonego amerykańską flagą). Członkowie wielu indiańskich plemion z Wielkich Równin wykonywali taniec w specjalnych „koszulach Ducha” lub szatach. Indianie z plemienia Dakotów wierzyli, że strój ten jest kuloodporny.
Taniec Duchów trwał przez 4 kolejne dni i noce. Tańczący doświadczali wizji, których treść była relacjonowana pozostałym uczestnikom. Członkowie plemion usposobionych pokojowo wykonywali Taniec Duchów w formie nieagresywnej. Dopiero Dakotowie nadali mu cechy wojownicze. Członkowie tego plemienia zaczęli praktykować taniec bez przerwy, ignorując nakaz Wovoki, który zalecał, by tańczyć co trzy miesiące przez pięć kolejnych dni. W konsekwencji zaniedbywali nawet prace polowe. Szczególnym wydarzeniem w historii Tańca Duchów był rytualny taniec wykonywany przez członków tego plemienia w Wounded Knee w grudniu 1890. Tańczący Dakotowie zostali uznani za wojowników szykujących się do wojny. Plemię zostało zaatakowane przez amerykańskie wojsko federalne. W czasie tej masakry zginęło ponad 200 osób – w tym kobiety i dzieci. Wielu rannych nie uzyskało pomocy i zmarło wskutek wychłodzenia organizmu.
Schyłek Tańca Duchów nastąpił po 1891, ale w tradycji niektórych plemion pozostał trwałym elementem.